# اندر چار
اندر چار (به لاتین: Andar Char) یک منطقهٔ مسکونی در بنگلادش است که در استان باریسال واقع شده‌است.